# NGC 2516
NGC 2516 is een open sterrenhoop in het sterrenbeeld Kiel. Het hemelobject werd in 1751 ontdekt door de Franse astronoom Nicolas Louis de Lacaille.

## Synoniemen
- OCL 776
- ESO 124-SC6